# 心理学大纲
这篇大纲是心理学大纲和心理学专题指南：
心理学研究人类行为，以及包括情感和思维过程在内的潜意识和意识活动。它是一门连接自然科学与社会科学的学科，具有广泛的影响力。其目标是通过发现和建立泛用心理学原理和研究具体案例来了解个人和团体。

## 心理学分支

### 心理学分支学科
- 心理学学科列表

#### 基础心理学
- 异常心理学
- 应用行为分析
- 应用心理学
- 亚洲心理学（英语：Asian psychology）
- 行为心理学
- 行为遗传学
- 生物心理学
- 黑人心理学（英语：Black psychology）
- 临床神经心理学（英语：Clinical neuropsychology）
- 批判心理学（英语：Critical psychology）
- 认知心理学
- 社区心理学
- 比较心理学
- 保护心理学（英语：Conservation psychology）
- 犯罪心理学
- 文化心理学
- 发展心理学
- 差异心理学（英语：Differential psychology）
- 演化心理学
- 实验心理学
- 法庭发展心理学（英语：Forensic developmental psychology）
- 群体动力学
- 健康心理学
- 本土心理学（英语：Indigenous psychology）
- 数学心理学
- 医疗心理学（英语：Medical psychology）
- 音乐心理学
- 神经心理学
- 超心理学
- 儿科心理学（英语：Pediatric psychology）
- 人格心理学
- 积极心理学
- 精神药理学
- 计量心理学（英语：Quantitative psychology）
- 康复心理学（英语：Rehabilitation psychology）
- 社会心理
- 超个人心理学

#### 相关主题
- 行为经济学
- 儿童精神病理学（英语：Child psychopathology）
- 女性心理学（英语：Feminine psychology）
- 女性主义心理学
- 智力
- 男性心理学（英语：Masculine psychology）
- 道德心理学
- 儿科学
- 生物心理学
- 心理统计学
- 心理语言学
- 审美，创造与艺术心理学（英语：Psychology of Aesthetics, Creativity, and the Arts）
- 宗教心理学
- 科学心理学
- 自我心理学
- 精神病理学
- 精神药理学
- 心理物理学
- 心理学上的性别差异（英语：Sex and psychology）

#### 应用心理学
- 應用行為分析
- 臨床心理學
- 社區心理學
- 消費行為
- 咨询心理学
- 生态心理学（英语：Ecological psychology）
- 教育心理学
- 环境心理学
- 法庭心理學
- 健康心理学
- 人因工程学
- 工业与组织心理学
- 法律心理学（英语：Legal psychology）
- 媒体心理学（英语：Media psychology）
- 军事心理学（英语：Military psychology）
- 工業與組織心理學
- 职业健康心理学（英语：Occupational health psychology）
- 政治心理學
- 心理神经免疫学
- 精神药理学
- 学校心理学（英语：School psychology）
- 運動心理學
- 交通心理學

### 心理学学派
心理学学派列表 – 一些心理学派的例子（突出的学派标为粗体）：
- 分析心理学
- 行为主义 (参见激进行为主义（英语：Radical behaviourism）)
- 認知主義
- 深度心理学（英语：Depth psychology）
- 描述心理学（英语：Descriptive psychology）
- 生态系统理论
- 自我心理学（英语：Ego psychology）
- 活跃主义（心理学）（英语：Enactivism (psychology)）
- 存在心理学（英语：Existential psychology）
- 机能主义心理学派
- 格式塔学派
- 人本主义心理学
- 个体差异（英语：Differential psychology）
- 个人心理学（英语：Individual psychology）
- 现象心理学（英语：Phenomenological psychology）
- 精神分析学
- 結構主義
- 事物分析（英语：Transactional analysis）
- 超個人心理學

## 心理学历史
心理学史
- 心理学发展时间轴
- 心理治疗发展时间轴（英语：Timeline of psychotherapy）

## 心理学理论
- 社会心理学理论列表（英语：List of social psychology theories）

## 研究方法
心理学研究方法列表（英）
- 神经学研究方法列表（英）（英语：List of neurological research methods）

## 心理学现象
- 認知偏誤列表
- 情绪  (情绪列表（英语：List of emotions）)
- 记忆偏差列表（英语：List of memory biases）
- 知觉
- 心理学效应列表（英语：List of psychological effects）
- 思想大纲（英语：Outline of thought）

- - 助记符列表（英语：List of mnemonics）
  - 情商相关条目列表（英语：List of emotional intelligence topics）

### 心理状况
- DSM-IV Codes（英语：DSM-IV Codes）
- DSM-IV Codes (alphabetical)（英语：DSM-IV Codes (alphabetical)）
- 心理疾病列表
- 情感障礙
- 神经障碍列表（英语：List of neurological disorders）
- 自闭症大纲（英语：Outline of autism）

## 心理治疗
- 认知 - 行为治疗列表（英语：List of cognitive–behavioral therapies）
- 治疗方法列表（英语：List of therapies）
- 精神治疗方法列表（英语：List of psychotherapies）

### 药物
- 精神药物列表（英语：List of psychotropic medications）
- 迷幻药物列表（英语：List of psychedelic drugs）
- 精神科（病）药物清单（英语：List of psychiatric medications）
- 精神病药物治疗列表（根据病情）（英语：List of psychiatric medications by condition treated）
- 神经甾体列表（英语：List of neurosteroids）
- 益智药
- 药物英文名称列表

## 心理学教育、机构、出版物、学者

### 心理学教育
- 心理学证书列表（英语：List of credentials in psychology）
- 精神分析专业学校名单（英语：List of schools of psychoanalysis）

### 心理学机构
- 心理学组织名单（英语：List of psychology organizations）
- 进化心理学研究小组和机构（英语：Evolutionary psychology research groups and centers）
- 精神分析学校名单（英语：List of schools of psychoanalysis）

### 心理学出版物
- 边缘性人格障碍
- 心理学重要出版物列表（英语：List of important publications in psychology）
- 心理学期刊列表（英语：List of psychology journals）

### 心理学学者(及相关内容)
心理学家列表
- 临床心理学家名单（英）（英语：List of clinical psychologists）
- 发展心理学家名单（英）（英语：List of developmental psychologists）
- 教育心理学家名单（英）（英语：List of educational psychologists）
- 进化心理学家名单（英）（英语：List of evolutionary psychologists）
- 社会心理学家名单（英）（英语：List of social psychologists）

相关内容
- 虚拟作品中的心理医生名单（英）（英语：List of fictional psychiatrists）
- 精神病学相关人物列表（英）（英语：List of figures in psychiatry）
- 认知科学家名单（英）（英语：List of cognitive scientists）
- 精神科医生列表（英）（英语：List of psychiatrists）
- 神经科学家名单（英语：List of neuroscientists）
- 心理分析理论家名单（英）（英语：List of psychoanalytical theorists）
- 神经科医生和神经外科医生列表（英）（英语：List of neurologists and neurosurgeons）

## 相关链接
- 心理学图书馆（英）
- 心理学名词（英） （页面存档备份，存于）
- 心理学字典（英） （页面存档备份，存于）